# John Langdon Down
John Langdon Haydon Down (ur. 18 listopada 1828 w Torpoint, w Kornwalii, zm. 7 października 1896 w Normansfield) – angielski lekarz, znany z pracy wśród dzieci umysłowo chorych. „Down” jest irlandzkim nazwiskiem rodziny jego ojca, a „Haydon” nazwiskiem rodowym jego matki, która pochodziła z Kornwalii. Na jego cześć, przypadłość trisomia 21 nazwano zespołem Downa.

## Kariera zawodowa
Edukację szkolną zakończył w wieku 13 lat i zaczął pracować u ojca, który był farmaceutą. W wieku 19 lat wstąpił do Pharmaceutical Society of London, gdzie uczestniczył w eksperymentach z gazami słynnego chemika i fizyka Michaela Faradaya. Po śmierci ojca w 1853 roku podjął studia medyczne w Londynie i studia ukończył w roku 1858.
Został lekarzem i kierownikiem domu dla umysłowo chorych Earlswood Asylum w hrabstwie Surrey. W roku 1859 uzyskał stanowisko lekarza-asystenta w Royal London Hospital. Został tam wykładowcą i wykładał materia medica oraz terapię. Przez 9 pierwszych lat swojej pracy w Royal London Hospital nadal mieszkał i działał w Earlswood Asylum. W roku 1869 założył dla upośledzonych dzieci z bogatych rodzin szpital w Normandfield, w którym prowadził przystosowywanie ich do życia.
Praktykując w Earlswood Asylum Langdon-Down wypracował model opieki w chorobach psychicznych, który został wprowadzony w Wielkiej Brytanii. Wiele z publikacji Downa dotyczyło chorób psychicznych lub ich klasyfikacji. Propagował kształcenie osób z upośledzeniami psychicznymi. Jego opis zespołu Downa (mongolizmu) pojawił się w publikacji „Observations on an ethnic classification of idiots” w 1866 roku; w wydanej w 1887 On some of the mental afflictions of childhood and youth Langdon-Down opisał ponadto (bez nadawania jednak nazw nowym jednostkom chorobowym) zespoły znane dziś jako zespół Pradera-Williego oraz zespół Williamsa.

## Działalność społeczna
Odważnie propagował ideę wyższego wykształcenia kobiet, zaprzeczając, jakoby potomstwo lepiej wykształconej kobiety było obarczone ryzykiem zaburzeń umysłowych. Stworzona przez niego klasyfikacja etniczna idiotów doprowadziła go też do stwierdzenia, że jeżeli chory umysłowo członek rasy białej może wykazywać cechy innej rasy, to różnice rasowe są nieswoiste. Używał tego argumentu jako przeciwnik niewolnictwa osób czarnoskórych w południowych stanach USA i abolicjonista w czasie wojny secesyjnej oraz dla poparcia idei jedności wszystkich ludzi.
Po ciężkim przebiegu grypy, którą przebył w roku 1890, wywiązały się powikłania. Pewnego dnia po śniadaniu zasłabł i w ciągu 10 minut zmarł w swoim domu w Normansfield.